# 全国聾学校長会
全国聾学校長会（ぜんこくろうがっこうちょうかい）は、東京都に本部を置く聾学校の校長、教育機関の代表者等の団体である。聾唖教育に関する調査研究、振興を目的とする。